# بالگردگاه فلیلاند
 بالگردگاه فلیلاند  (به هلندی: Vlieland Heliport) یک فرودگاه نظامی است. این فرودگاه در کشور هلند قرار دارد و در ارتفاع ۱۱ متری از سطح دریا واقع شده است.